# Travanca e Santa Cruz
Travanca e Santa Cruz (oficialmente: União das Freguesias de Travanca e Santa Cruz) é uma freguesia portuguesa do município de Vinhais, com 23,2 km² de área e 146 habitantes (censo de 2021). A sua densidade populacional é 6,3 hab./km².

## História
Foi criada aquando da reorganização administrativa de 2012/2013, resultando da agregação das antigas freguesias de Travanca e Santa Cruz.

## Demografia
A população registada nos censos foi:
| Distribuição da População por Grupos Etários | Distribuição da População por Grupos Etários | Distribuição da População por Grupos Etários | Distribuição da População por Grupos Etários | Distribuição da População por Grupos Etários | Distribuição da População por Grupos Etários |
| -------------------------------------------- | -------------------------------------------- | -------------------------------------------- | -------------------------------------------- | -------------------------------------------- | -------------------------------------------- |
| Antes da agregação                           |                                              |                                              |                                              |                                              |                                              |
| Ano                                          | 0-14 anos                                    | 15-24 anos                                   | 25-64 anos                                   | >= 65 anos                                   | Total                                        |
| 2001                                         | 23                                           | 19                                           | 93                                           | 56                                           | 191                                          |
| 2011                                         | 15                                           | 13                                           | 73                                           | 70                                           | 171                                          |
| Após a agregação                             |                                              |                                              |                                              |                                              |                                              |
| Ano                                          | 0-14 anos                                    | 15-24 anos                                   | 25-64 anos                                   | >= 65 anos                                   | Total                                        |
| 2021                                         | 9                                            | 12                                           | 64                                           | 61                                           | 146                                          |